# 毡毛美洲茶素
毡毛美洲茶素（英語：Velutin）是从Xylosma velutina和巴西莓果中分离出来的化合物。它被归类为黄酮。
毡毛美洲茶素具有多种生物活性，例如皮肤美白（抗黑色素生成）作用，以及潜在的抗炎、抗过敏、抗氧化和抗菌活性。